# 고은아 (1997년)
고은아(1997년 9월 19일~ )은 대한민국의 유튜버이자 주부이다.

## 출연작

### 방송
- 2024년 MBN 어른들은 모르는 고딩엄빠 - 출연